# 小鳩麦
小鳩 麦（こばと むぎ、1999年3月8日 - ）は、日本のAV女優。エイトマン所属。

## 略歴
週刊ポスト2021年7月16・23日号の人気グラビアシリーズ「なをん。」でデビュー。
2021年9月、プレステージ専属女優としてAVデビュー。

## 人物
京都府出身。
趣味は自炊、特技はピアノ。
現役保育士の触れ込みでグラビアデビューしているが、保育士として働きながらグラビアアイドルに憧れを持っていて、園児の保護者からキレイだと声をかけられたことで自身の容姿やスタイルに興味を持つようになり、ヘアヌードに挑戦したと話している。

## 作品

### アダルトDVD
- 新人 プレステージ専属デビュー（9月24日、プレステージ）
- スポコス汗だくSEX4本番! 体育会系・小鳩麦 act.29（10月29日、プレステージ）
- 顔射の美学 18（11月26日、プレステージ）
- 美少女と、貸し切り温泉と、濃密性交と。 18（12月24日、プレステージ）

- 天然成分由来 小鳩麦 汁120% 76（1月28日、プレステージ）
- 新・絶対的美少女、お貸しします。 ACT.112（2月25日、プレステージ）
- 超♥透け透けスケベ学園 CLASS 14（3月25日、プレステージ）
- 【プレステージ20周年特別企画】 今日、会社サボりませんか?×小鳩 麦（4月29日、プレステージ）
- ※胸糞NTR 最悪の鬱勃起映像 幸せを約束した大好きな彼女がおっさんに寝取られて、壊されました。（5月20日、プレステージ）
- 働く痴女系お姉さん vol.19（6月24日、プレステージ）
- なまなかだし 46（7月29日、プレステージ）
- 人生初・トランス状態 激イキ絶頂セックス 62（8月12日、プレステージ）
- 小鳩麦 8時間 BEST PRESTIGE PREMIUM TREASURE vol.01（12月2日、プレステージ）※単体ベスト

### ネット配信
- 【初撮り】【見惚れる癒しおっぱい】【清楚保育士の卑猥ボディ】子供からも大人達からも大人気間違いなしの魅惑のG乳保育士さん。透明感溢れる清楚美女がマシュマロ美乳を振り乱して.. ネットでAV応募→AV体験撮影 1613（2021年8月21日、シロウトTV）※「麦」名義

### デジタル写真集
- 小鳩麦 束の間の夢だとしても（2021年7月12日、撮影:西田幸樹、小学館）

## 掲載

### 雑誌
- 週刊ポスト 2021年7月16・23日号（小学館） - グラビア「なをん。」
- 週刊ポスト 2021年7月30日・8月6日号（小学館） - グラビア「なをん。」